# دیوید رمزی (تاریخ‌نگار)
دیوید رمزی (David Ramsay) (زادهٔ ۲ آوریل ۱۷۴۹ – درگذشتهٔ ۸ مه ۱۸۱۵)، پزشک، مقامدار دولتی و مورخ آمریکایی اهل چارلستون کارولینای جنوبی بود. او یکی از اولین مورخان بزرگ جنگ انقلاب آمریکا بود. او در طول انقلاب در مجلس قانون‌گذاری کارولینای جنوبی خدمت نمود تا اینکه توسط بریتانیا دستگیر شد. پس از آزادی، او به عنوان نماینده کنگره قاره‌ای در دوران سال‌های ۱۷۸۲–۱۷۸۳ و دوباره در سال‌های ۱۷۸۵–۱۷۸۶ خدمت کرد. او پس از آن تا زمان بازنشستگی‌اش از خدمات دولتی، در مجلس و سنا ایالتی خدمت کرد. رمزی در سال ۱۸۰۳ به عنوان عضو جامعه فلسفی آمریکا در فیلادلفیا انتخاب شد. او در سال ۱۸۱۵ توسط یک بیمار روانی که رمزی او را به عنوان یک پزشک معاینه کرده بود، به قتل رسید. او اولین سیاستمدار آمریکایی است که ترور شد.

## اوایل زندگی و خانواده
دیوید رمزی، پسر یک مهاجر اسکاتلندی، در شهرستان لنکستر، پنسیلوانیا، به‌دنیا آمد. برادر او ناتانیل رمزی، نمایندهٔ کنگره و باجناغ نقاش چارلز ویلسون پیل بود.
او در کالج پرینستون رجوع کرد و در سال ۱۷۶۵ فارغ‌التحصیل شد. او در سال ۱۷۷۳ مدرک پزشکی خود را از دانشگاه پنسیلوانیا دریافت نمود. رمزی در چارلستون، کارولینای جنوبی مستقر شد و در آنجا مطب بزرگی را به عنوان یک پزشک ایجاد کرد.
دو ازدواج اول رمزی کوتاه بود که هر دو با مرگ همسرش پس از یک سال به پایان رسید. او در سال ۱۷۷۵ با سابینا الیس (متولد ۱۷۵۳) و در سال ۱۷۸۳ با فرانسیس ویترسپون (متولد ۱۷۵۹) ازدواج کرد. همسر دوم او دختر جان ویترسپون، امضاءکننده اعلامیه استقلال و رئیس‌جمهور پرینستون (در آن زمان کالج نیوجرسی) بود.
رمزی در ۲۸ ژانویه سال ۱۷۸۷ با مارتا لورنز (۱۷۵۹–۱۸۱۱)، دختر هنری لورن، یک کشاورز ثروتمند چارلستون و دولتمرد جنگ انقلابی که رئیس کنگرهٔ دوم قاره‌ای بود، ازدواج کرد. از طریق این ازدواج، رمزی همچنین با فرماندار کارولینای جنوبی، چارلز پینکنی، رالف ایزارد، جان راتلج، آرتور میدلتون، دانیل هوگر و لوئیس موریس ارتباط برقرار کرد. دیوید و مارتا لورن رمزی یازده فرزند داشتند که هشت تن از ایشان تا سن بزرگسالی زنده ماندند.

## خدمت نظامی و سیاسی
رمزی از سال ۱۷۷۶ تا ۱۷۸۳، در طول جنگ انقلابی آمریکا، به عنوان عضو از مجلس قانون‌گذاری کارولینای جنوبی خدمت کرد.
رمزی در جریان محاصره چارلستون در سال ۱۷۸۰، زمانی که چارلستون توسط بریتانیا مورد حمله قرار گرفت، با شبه‌نظامیان کارولینای جنوبی به عنوان جراح صحرایی خدمت کرد. زمانی که بریتانیا چارلستون را اشغال کرد او دستگیر شد و نزدیک به یک سال در سنت آگوستین فلوریدا زندانی بود تا اینکه مبادله شد.
از سال ۱۷۸۲ تا ۱۷۸۶، رمزی به عنوان نماینده کنگره قاره‌ای خدمت کرد. درغیاب رئیس آن، جان هنکاک، رمزی به عنوان رئیس کنگرهٔ کنفدراسیون از ۲۳ نوامبر سال ۱۷۸۵ تا ۱۲ مه سال ۱۷۸۶ خدمت کرد.
رمزی، در دهه ۱۷۹۰، سه دوره در سنای کارولینای جنوبی خدمت نمود و رئیس آن بود. در طول این مدت، رمزی نامزد مجلس سنای ایالت‌های متحده شد اما نامزدی او به دلیل تمایل‌های الغای‌ای او شکست خورد.

## نگارش تاریخی
در زمان خودش، رمزی بیشتر به عنوان یک مورخ و نویسنده شناخته می‌شد تا یک سیاستمدار. او یکی از اولین مورخان بزرگ انقلاب آمریکا بود کسی‌که با دانش و بینش‌هایی که از مشارکت شخصی در رویدادهای انقلاب آمریکا به دست آورده بود، نوشت.
آثار مهم تاریخی او شامل:
- تاریخ انقلاب کارولینای جنوبی (۱۷۸۵، دو جلد)[۶]
- تاریخ انقلاب آمریکا (۱۷۸۹، دو جلد)[۷]
- پایان‌نامه‌ای در مورد شیوه‌های کسب شخصیت و امتیازهای یک شهروند (۱۷۸۹)‏[۸]
- زندگی واشینگتن (۱۸۰۷)
- تاریخ کارولینای جنوبی (۱۸۰۹، دو جلد)
- تاریخ ایالت‌های متحده (۱۸۱۶–۱۸۱۷، سه جلد) - پس از مرگ به نشر رسید.
- تاریخ جهانی آمریکایی شده (۱۸۱۹، دوازده جلد، از جمله تاریخ ایالت‌های متحده به عنوان ۳ جلد اول)

رمزی، در سال ۱۸۱۲، شش هفته پس از مرگ همسرش مارتا لورن رمزی، دفتر خاطره‌ها و نامه‌های خصوصی او را تحت عنوان خاطره‌های زندگی مارتا لورن رمزی به نشر رسانید. از نظر تاریخی خاطره‌های او به‌عنوان وقایع تاریخی زندگی یک زن تحصیل‌کرده جنوبی در طول جنگ انقلاب آمریکا و سال‌های اولیه ملت، از جمله زمانی که او جای مادرش را به‌عنوان میزبان برای گردهمایی‌های سیاسی پدرش در دهه ۱۷۸۰ گرفت، ارزشمند باقی مانده‌است.

### پاسخ انتقادی
بنابر گفتهٔ کارن اوبراین در سال ۱۹۹۴، یکی از اولین و موفق‌ترین تاریخ‌ها تاریخ انقلاب آمریکا توسط رمزی بود که پس از آن رویداد ظاهر شده‌است. اوبراین، منعکس‌کننده اعتقاد رمزی مبنی بر اینکه ایالت‌های متحده هیچ سرنوشت تاریخی فراتر از الگوهای معمول توسعهٔ سیاسی و فرهنگی اروپا نخواهد داشت، نوشت که تاریخ رمزی با ارائه خود در سنت تاریخی روشنگری اروپا چارچوب‌های ادبی استثنایی آمریکا به را به چالش می‌کشد. تصویرهای حماسی از تاریخ آمریکا در قرن نوزدهم بیشتر محصول سنت‌های تاریخ‌نگاری نیوانگلند یکجا با تفکر تاریخی آلمان بود و شخصیت ملی را به‌عنوان یک عامل تاریخی به‌جای یک نتیجه تاریخی، همان‌طور که رمزی پیشنهاد می‌کند، تلقی می‌کرد؛ بنابراین، تاریخ رمزی بهتر است آخرین سنت روشنگری اروپایی در نظر گرفته شود تا اینکه اولین حماسه‌ای تاریخی آمریکا.

## ترور
رمزی توسط یک دادگاهی منصوب شد تا ویلیام لینن، خیاطی که به خاطر دعواهای متوالی و شکایت‌های مزاحم شهرت داشت، پس از اینکه لینن قصد قتل وکیلش را داشت، بررسی کند. رمزی به دادگاه گزارش داد که لینن «مضطر» است و «خطرناک است که او را آزاد کنیم». لینن پس از ظاهراً به‌دست آوردن عقل آزاد شد. اگرچه رمزی را تهدید کرد، اما رمزی تهدید را جدی نگرفت.
رمزی در ۶ مه سال ۱۸۱۵، ساعت ۱:۰۰ بعد از ظهر، از لینن در خیابان برود در چارلستون گذشت و لینن یک «تپانچه سوارکار» را که در یک دستمال پنهان کرده بود، بیرون آورد و دو بار به کمر و لگن به رمزی شلیک کرد. بنابر یک منبع معاصر:
پس از انتقال به خانه و محاصره‌شدن توسط انبوهی از شهروندان مضطرب، پس از اینکه ابتدا توجهٔ آنها را به آنچه می‌خواست بیان کند، جلب کرد، گفت: «نمی‌دانم که آیا این زخم‌ها مرگبار هستند یا نه، من از مُردن نمی‌ترسم، اما اگر این سرنوشت من باشد، از همه حاضران در اینجا می‌خواهم تا شهادت دهند که عامل نگون‌بخت این عمل را دیوانه و بی‌گناه می‌دانم».
رمزی در ساعت ۷ صبح، ۸ مه، سال ۱۸۱۵ درگذشت. او در کلیسای جماعت دایره‌ای در چارلستون به خاک سپرده شد.